# Франц Гак
Франц Гак (нім. Franz Hack; 3 лютого 1915, Мангайм — 9 червня 1997, Гамбург) — німецький офіцер Ваффен-СС, оберштурмбаннфюрер СС, кавалер Лицарського хреста Залізного хреста з Дубовим листям.

## Ранні роки
Франц Гак народився 3 лютого 1915 року в місті Мангайм. 1 листопада 1933 року Гак вступив в НСДАП (партійний квиток № 4 118 222) і СС (службове посвідчення № 227 129). 1 жовтня 1934 року Франц поступив на службу в частини посилення СС.
У 1936 році закінчив юнкерське училище СС в Бад-Тельці. 20 квітня 1936 року Франц став унтерштурмфюрером СС. З 1 квітня 1936 року був командиром взводу 1-го штурмбанну свого штандарта. З 1 травня 1938 року був командиром взводу 13-го штурму штандарта СС «Дер Фюрер».

## Друга світова війна
Франц Гак взяв участь в Польській, Французькій кампаніях і в боях на Східному фронті. З 6 квітня 1940 був командиром роти, 22 грудня 1941 — 3-го (на бронемашинах) батальйону моторизованого полку СС «Германія» моторизованої дивізії СС «Вікінг».
Відзначився в боях під Ковелем у квітні 1944 року. Влітку 1944 року був призначений командиром 5-го самохідного розвідувального батальйону СС «Вікінг». З вересня 1944 року був командиром 10-го панцергренадерського полку СС «Вестланд».
18 квітня 1945 року був нагороджений Дубовим листям до Лицарського хреста Залізного хреста. 8 травня 1945 року здався американським військам в Австрії.

## Життя після війни
До 1948 року перебував в американському полоні. Після звільнення жив у Західній Німеччині. Франц Гак помер 9 червня 1997 року в місті Мангайм.

## Звання
- Унтерштурмфюрер СС (20 квітня 1936)
- Оберштурмфюрер СС (30 січня 1939)
- Гауптштурмфюрер СС (20 квітня 1941)
- Штурмбаннфюрер СС (21 червня 1943)
- Оберштурмбаннфюрер СС (9 листопада 1944)

## Нагороди
- Залізний хрест (1939)
  - 2-го класу (20 червня 1940)
  - 1-го класу (10 липня 1941)
- Медаль «За зимову кампанію на Сході 1941/42»
- Знак «За поранення» в золоті
- Планка «За ближній бій» в золоті
- Німецький хрест в золоті (8 січня 1943) як гауптштурмфюрер СС і командир III батальйону панцергренадерського полку СС «Германія»
- Лицарський хрест Залізного хреста з Дубовим листям
  - Лицарський хрест (14 травня 1944) як штурмбаннфюрер СС і командир III батальйону 9-го панцергренадерського полку СС «Германія»
  - Дубове листя (№ 844) (18 квітня 1945) як оберштурмбаннфюрер СС і командир 10-го панцергренадерського полку СС «Вестланд»